# Geobiologia
Etimologicamente la parola geobiologia deriva dall'associazione dei termini greci geo (terra), bio (vita) e logos (dottrina). Il termine è stato proposto negli anni Cinquanta del secolo passato da ricercatori tedeschi, per definire un ambito di ricerca controverso.
Nella pratica, con la geobiologia, si ipotizza di misurare dei presunti "aspetti energetici" di un determinato luogo. Secondo i sostenitori della pratica, esisterebbero diverse caratteristiche di un luogo che influenzerebbero tramite presunte "energie" gli esseri viventi. Nella categoria dei fenomeni tellurici all'attenzione dei sostenitori della teoria, ci sono le faglie, i corsi d'acqua sotterranei, le cavità, i depositi di minerali, i "camini tellurici", la "rete di Hartmann" e la "rete di Curry", ed altri.
Queste ipotesi indimostrate, prive di alcuna prova oggettiva o del supporto di sperimentazioni scientifiche, sono ritenute una forma di pseudoscienza dalla comunità scientifica internazionale, sia fisica che geologica.

## Tecniche di misura
Nella geobiologia la misura della presunta "energia" avviene utilizzando due discipline, ritenute del tutto prive di fondatezza scientifica: la rabdomanzia e la radiestesia. La prima sostiene di poter individuare materiali e sostanze captando le presunte "vibrazioni" provenienti da bacchette di legno o materiale non ferroso con forma a forcella. La seconda asserisce di poter individuare ipotetiche forme di "energia" che non sarebbero percepibili attraverso i cinque sensi, utilizzando strumenti quali il pendolo o strumenti elettronici sviluppati appositamente.

## Origini
In alcune credenze antropologiche e religiose (ad esempio, il Feng Shui cinese), si cercava di percepire le presunte "energie della terra" per posizionare conseguentemente le dimore abitative, o per cercare di modificare tali presunti "campi energetici" in modo tale da ottenere degli ipotetici effetti positivi nei luoghi di abitazione, di cultura e di culto.

## Ipotesi dei fenomeni geobiologici
Alla fine del diciannovesimo secolo viene ipotizzata una relazione tra un luogo ed il vivente. 
Il primo ad asserire tale ipotesi di relazione tra malattia e luogo di abitazione è l'inglese Haviland.
Altri autori sostengono ipotesi simili: M. Stelys 1927, G. Lakhovsky 1933, Rambeau 1934, ingegnere Lienert e dottor Jenny (Svizzera, 1932-1939, esperienza su topi piazzati in presunte zone geopatogene), Peyré 1947, Huveland 1950).
Nel 1950 Ernst Hartmann, medico dell'università di Heidelberg, e suo fratello, realizzarono uno studio sull'impatto del posizionamento dei letti sulla salute. Asserirono di aver scoperto una presunta "rete geomantica", che chiameranno rete di Hartmann.
Altri lavori seguiranno, come quello del fisico Wüst 1955, che ipotizzerà la relazione tra il posizionamento dei letti dei malati gravi e la presenza di un presunto irradiamento tellurico importante. Williams e Lorenz 1957 studiarono gli effetti delle faglie geologiche ed il dottor Beck 1957 discusse l'ipotetica relazione tra il presunto irradiamento tellurico e le malattie cardiache. L'ingegnere J.W.F Staengle 1972 studiò le case sospettate di causare malattie oncologiche ed ipotizzò un presunto irradiamento tellurico che a suo dire sarebbe causato dai corsi d'acqua.
A partire dagli anni Ottanta vennero pubblicate diverse opere sulla geobiologia ed il presunto impatto dei fenomeni da essa descritti sulla salute. Tali pubblicazioni non furono però mai pubblicate su riviste scientifiche mediche.

## Presunta analisi geobiologica
Diverse persone asseriscono di poter percepire presunti fenomeni geobiologici. Alcuni sostengono di poter essere in grado di effettuare delle analisi geobiologiche di un territorio, evidenziando i punti potenzialmente nocivi per la salute. Non risultano però in letteratura scientifica dei casi oggettivamente verificati di questa autoasserita capacità.

## Critiche
La geobiologia ipotizza l'esistenza di presunte energie e di fenomeni mai dimostrati, per le quali non è in grado di fornire la minima prova sperimentale, ed in netto contrasto con le conoscenze scientifiche di base.
La natura di queste presunte energie non viene specificata, ma si lascia intendere che avrebbero a che fare con l'elettromagnetismo, cosa che le renderebbe in linea di principio rilevabili. 
Gli apparecchi utilizzati dai geobiologi si basano su questo assunto, ma le quantità misurate sono in realtà il campo magnetico terrestre, che non ha un andamento a griglia, o interferenze radio generate dall'apparecchio stesso, in cui la periodicità è dovuta alla lunghezza d'onda radio adoperata.
Inoltre il comportamento dei presunti campi geotellurici è assolutamente incompatibile con le leggi dell'elettromagnetismo.
Altre ipotesi dei sostenitori di tale teoria suggeriscono che i presunti campi geotellurici sarebbero collegati ai raggi cosmici, o a reticoli cristallini geologici, ma nessuno di questi fenomeni presenta strutture periodiche come quelle a griglia ipotizzate per i nodi. La stessa geometria dei nodi è del resto incompatibile con una superficie sferica, come quella terrestre.
Indipendentemente dalla loro natura, non sono comunque mai stati dimostrati (né con strumenti, né utilizzando particolari sensibilità) modi ripetibili per determinare la posizione dei presunti nodi geopatogeni; ed i ripetuti tentativi, da parte di scettici, di organizzare insieme ai geobiologi misure oggettive di questo tipo si sono scontrati con rifiuti o fallimenti. Di conseguenza la stessa esistenza dei nodi non risulta provata dalla scienza.
Le osservazioni degli studiosi di geobiologia sono inoltre state criticate da un punto di vista metodologico, in quanto caratterizzate da aneddoticità, mancanza di sistematicità, selezione delle prove a favore dell'ipotesi, vaghezza delle affermazioni e dei metodi impiegati; pertanto, secondo la fisica e la geologia hanno tutte le caratteristiche di una pseudoscienza.